# تپه بابا گول
تپه بابا گول مربوط به دوره اشکانیان - دوره ساسانیان است و در شهرستان زنجان، بخش قره پشتلو، روستای جلیل‌آباد واقع شده و این اثر در تاریخ ۱۷ اسفند ۱۳۸۱ با شمارهٔ ثبت ۷۵۰۰ به‌عنوان یکی از آثار ملی ایران به ثبت رسیده است.